# 通州清真寺
39°54′23″N 116°39′51″E / 39.906297°N 116.664075°E
通州清真寺，位于北京市通州区清真寺胡同，是一座历史悠久的清真寺。

## 历史
通州清真寺，原名通州礼拜寺、朝真寺，是北京地区知名的清真大寺之一。该寺始建于元朝延佑年间（1313年－1320年），位于牛市口，供开展牛羊贸易的回族住户及来往客商沐浴参礼，当时规模较小。明朝正德十四年（1519年）重修。明朝万历二十一年（1593年）又废址扩建，规模弘大。清朝同治年间（1871年左右），仿照宫廷园林的建筑格局再度扩建。中华民国时期，1931年、1945年又进行过修葺。
1959年，通州清真寺定为通县文物保护单位。1995年，定为北京市文物保护单位。该寺是北京市通州区伊斯兰教协会的所在地。1960年代，电影《野火春风斗古城》曾在此拍摄。
通州区有清真寺9座，教民共约18000人，全部为回族。本坊的教民中有许多德才兼备之人：马兆丰担任寺管事乡老30余年，捐资助寺；朱友山创办通州国民学校，任教40多年；阎振声创办普育女子小学，开本地回族女童入学的先例；金吉堂著有《中国回教史研究》，是中华民国时期回族、中国伊斯兰教史的名著；张彼山、宛梅奄，都是以书画知名；闻省三是当代知名的阿訇。本坊赴麦加朝觐哈吉较多，知名的有高二巴、张青云、闻省三。

## 建筑
该清真寺原先的主要建筑有：
- 牌楼：通州清真寺东侧是西街，街的北口有牌楼一座，为木制殿式，二柱一楼，五脊六兽。
- 门：原寺不设正门，南北各辟有一侧门。
- 影壁：在该清真寺的中轴线上，正面砌有一座歇山绿琉璃吻兽大影壁，岔角嵌有石刻云纹，壁心浮雕瓶花，下部是须弥座，须弥座上有浮雕花鸟。
  - 垂花门：影壁的南北各有垂花门一座，勾连搭二卷，悬山卷棚顶，苏式彩画。
- 宣礼楼：进入院内之后，正对影壁的是宣礼楼，将该清真寺分为前后两院。宣礼楼为歇山重檐式，调大脊，脊中有宝瓶，绿琉璃筒瓦屋面，兽形鸱吻，上层四周带廊，有木制护栏，悬挂大匾“万寿无疆”，似乎是专为清朝皇帝来此观览而设。下层拱券一间，悬挂木匾“大哉乾元”，应该是元朝遗物。宣礼楼为苏式彩画。楼两侧为夹墙门，砖砌仿木结构，硬山清水脊。进入夹墙门便可到后院。
- 礼拜大殿：位于后院的主体建筑，在寺院的中轴线上。勾连搭四卷，明三暗五，一、二卷均为三间，绿琉璃瓦顶，前面为敞厅，箍头脊，后面为过厅，调大脊；三、四卷均为五间，三卷形制与二卷相同，但是进深比较大，兽吻吞脊。明间为窑殿，形制同梢间但高出一倍，脊上的宝瓶直径将近1米，高约2米，窑殿后面还有望月台。殿内设有井口天花，梁枋绘有博古彩画，红漆金柱上塑有缠枝牡丹。该殿顶式各异，内部宽敞，金碧辉煌，是伊斯兰建筑中的精品。
- 南、北跨院：该清真寺之南北各跨有一座小院，三面有屋，相互对称。[1]

该清真寺内有石碑五块，其中二块立在院内，二块嵌在室壁，一块嵌在山墙。石碑中有一块是明朝正德十四年（1519年）刻，史料价值丰富，可惜已残缺。
文化大革命期间，该清真寺被民政局残疾人福利厂占用，牌楼、寺门、影壁、南讲堂、宣礼楼、望月楼等均被拆毁，又在南讲堂、浴室处兴建二层楼一栋。文化大革命结束后，该清真寺被归还回族教民，又重建了大门，还在殿后新建了望月亭。
该清真寺现设有女子礼拜堂，位于该清真寺南跨院。该清真寺有卧盖夫铺面200余间。